# کریستیان کاستانیدا
کریستیان آلبرتو کاستانیدا بارگاس (اسپانیایی: Cristián Alberto Castañeda Vargas‎؛ زادهٔ ۱۸ سپتامبر ۱۹۶۸) یک بازیکن فوتبال اهل شیلی است.

## تیم ملی
وی همچنین در تیم ملی فوتبال شیلی بازی کرده‌است.